# 눈부심
눈부심 또는 수명(羞明, photophobia)은 눈병으로 인하여 빛만 보면 눈이 껄끄럽고 아프며 똑바로 뜨지 못하는 증상을 가리킨다.

## 원인
환자는 눈이나 신경계와 관련한 각기 다른 조건의 결과로 눈부심이 일어날 수 있다. 눈부심은 이를테면 다음과 같은 빛에 대한 반응으로 일어날 수 있다.
- 너무 많은 빛이 눈에 들어온다.
- 망막 시각세포의 과도한 자극
- 시신경에 대한 과도한 전기적 충격
- 중추신경계통의 과도한 반응

## 같이 보기
- 빛 재채기 반사
- 광과민증